# Pelargonium incarnatum
Pelargonium incarnatum là một loài thực vật có hoa trong họ Mỏ hạc. Loài này được (L.) Moench mô tả khoa học đầu tiên.